# تيري ديفيس
تيري ديفيس (بالإنجليزية: Terry Davis) هو سياسي بريطاني، ولد في 5 يناير 1938 في المملكة المتحدة. حزبياً، نشط في حزب العمال.

## مناصب
- في 1971 Bromsgrove by-election [الإنجليزية]‏، انتخب عضو البرلمان الخامس والأربعون للمملكة المتحدة عن دائرة Bromsgrove ‏ (27 مايو 1971 – 8 فبراير 1974).
- في الانتخابات العامة للمملكة المتحدة 1979 [الإنجليزية]‏، انتخب عضو البرلمان الثامن والأربعون للمملكة المتحدة عن دائرة Birmingham Stechford (UK Parliament constituency) [الإنجليزية]‏ خلال فترته النيابية ‏ (3 مايو 1979 – 13 مايو 1983).
- في الانتخابات العمومية للمملكة المتحدة 1983 [الإنجليزية]‏، انتخب عضو البرلمان التاسع والأربعون للمملكة المتحدة عن دائرة برمنغهام، هودج هيل خلال فترته النيابية ‏ (9 يونيو 1983 – 18 مايو 1987).
- في الانتخابات العمومية للمملكة المتحدة 1987 [الإنجليزية]‏، انتخب عضو البرلمان الخمسون للمملكة المتحدة عن دائرة برمنغهام، هودج هيل خلال فترته النيابية ‏ (11 يونيو 1987 – 16 مارس 1992).
- في الانتخابات العامة في المملكة المتحدة 1992 [الإنجليزية]‏، انتخب عضو البرلمان الحادي والخمسون للمملكة المتحدة عن دائرة برمنغهام، هودج هيل خلال فترته النيابية ‏ (9 أبريل 1992 – 8 أبريل 1997).
- في الانتخابات العامة في المملكة المتحدة 1997 [الإنجليزية]‏، انتخب عضو البرلمان الثاني والخمسون للمملكة المتحدة عن دائرة برمنغهام، هودج هيل وقد انضم خلال فترته النيابية ‏ (1 مايو 1997 – 14 مايو 2001) للكتلة البرلمانية حزب العمال.
- في الانتخابات العامة في المملكة المتحدة 2001، انتخب عضو برلمان المملكة المتحدة الـ53 عن دائرة برمنغهام، هودج هيل وقد انضم خلال فترته النيابية ‏ (7 يونيو 2001 – 22 يونيو 2004) للكتلة البرلمانية حزب العمال.
- انتخب عضو مجلس الشورى البريطاني.
- انتخب عضو في البرلمان الأوروبي.
- انتخب الأمين العام لمجلس أوروبا (1 سبتمبر 2004 – 1 أكتوبر 2009).